# Burkina Faso na Mistrzostwach Świata w Lekkoatletyce 2017
Burkina Faso na Mistrzostwach Świata w Lekkoatletyce 2017 – reprezentacja Burkina Faso podczas mistrzostw świata w Londynie liczyła 1 zawodniczkę, która nie zdobyła medalu.

## Skład reprezentacji
Mężczyźni
| Zawodniczka  | Konkurencja                | Eliminacje | Eliminacje | Półfinał | Półfinał | Finał    | Finał   |
| Zawodniczka  | Konkurencja                | Rezultat   | Pozycja    | Rezultat | Pozycja  | Rezultat | Pozycja |
| ------------ | -------------------------- | ---------- | ---------- | -------- | -------- | -------- | ------- |
| Marthe Koala | bieg na 100 m przez płotki | 13,38      | 35.        | NQ       | NQ       | NQ       | NQ      |